# Саратов (большой десантный корабль)
Большой десантный корабль «Саратов», при закладке БДК-10, с 1966 «Воронежский комсомолец», с 1991 БДК-065  — большой десантный корабль проекта 1171 (шифр «Тапир», по кодификации НАТО — Alligator). Стал первым в своей серии, построен в Калининграде в 1964 году под заводским номером 010.

## История строительства
Закладка корабля, получившего номер БДК-010, состоялась 5 февраля 1964 года на Прибалтийском судостроительном заводе «Янтарь» в Калининграде. Спущен на воду 1 июля 1964 года. В 1966 году включён в состав Черноморского флота ВМФ СССР под наименованием «Воронежский комсомолец».

## История службы

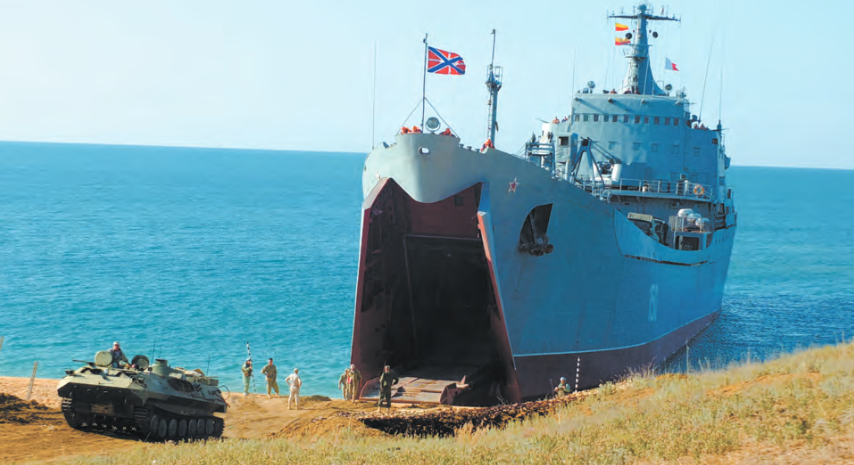
БДК «Саратов»

С 1966 по 2004 год совершил более 20 дальних походов с подразделениями морской пехоты на борту. В переменном составе 5-й Средиземноморской эскадры кораблей ВМФ. По состоянию на в 1983 год в составе 197-й бригады десантных кораблей, 4-й дивизион больших десантных кораблей, БДК «Воронежский Комсомолец», в/ч 10506.
С 1991 по 1994 год находился в консервации в Одессе. В это же время получил название «БДК-065».
Участвовал в переброске сил российских миротворцев в Югославию. За успешное решение боевой задачи по перевозке российских миротворцев из Туапсе в греческий порт Салоники в 1999 году капитан 2-го ранга О. В. Починов был награждён медалью ордена «За заслуги перед Отечеством» II степени.
В августе 2000 года за 4 рейса перевёз из пункта погрузки Гонио (район Батуми) в пункт высадки Утришенок (район Новороссийска) часть вооружения и техники контингента Группы российских войск в Закавказье.

### Российско-грузинская война
10 августа 2008 года находился в составе группировки кораблей Черноморского флота, принявшей бой с грузинскими катерами в ходе войны в Грузии.

### Межвоенный период
Осенью-зимой 2012 года выполнил задачи похода в Средиземное море.
Во время операции «Облачный столп» Цахала 23 ноября 2012 года Россия отправила к берегам Газы отряд военных кораблей. В его состав входили ракетный крейсер «Москва», большой противолодочный корабль «Сметливый», большие десантные корабли «Новочеркасск» и «Саратов», морской буксир «МБ-304» и танкер «Иван Бубнов». Корабли направляются «в назначенный командованием район восточного Средиземноморья» и «должны быть готовы к эвакуации российских граждан из Газы, в случае обострения обстановки».
В январе 2013 года по пути корабля на межфлотские учения в Средиземное море сломался дизель-генератор. Корабль прошёл ремонт при участии ПМ-56 в сирийском порту Тартус.

### Российско-украинская война
В 2014 году БДК «Саратов» принимал участие в аннексии Крыма Россией, выполнил по меньшей мере 4 похода в Средиземное море.
Находился в составе 197-й бригады десантных кораблей ЧФ. В 2020 году «Саратов» прошёл более 150 ходовых суток, оставив за кормой без малого 26 тысяч миль.

#### Участие во вторжении России на Украину

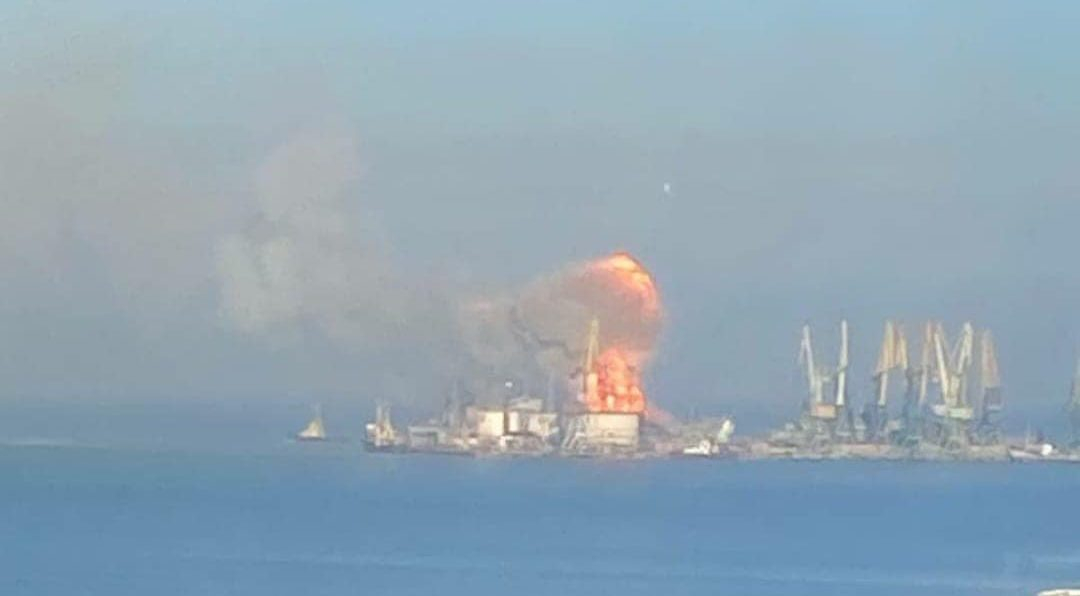
Горящий «Саратов» в порту Бердянска 24 марта 2022 года

В 2022 году БДК «Саратов» вместе с БДК «Новочеркасск», БДК «Цезарь Куников», БДК «Орск» и другими кораблями участвовал во вторжении России на Украину. 24 марта 2022 года в 07:45, по заявлению Генштаба ВСУ, корабли при разгрузке в порту Бердянска были обстреляны украинскими войсками с помощью ракеты Точка-У: БДК «Саратов» был уничтожен, остальные повреждены. Ряд украинских и зарубежных СМИ сначала ошибочно идентифицировали уничтоженный корабль как БДК «Орск» того же проекта. Позднее поступили подтверждения этого инцидента и от российской стороны, при этом уточнялось, что БДК «Саратов» был затоплен, ещё один корабль повреждён.
О возможных жертвах на корабле не сообщалось. 24 июня губернатор Севастополя сообщил о похоронах одного моряка с БДК «Саратов». Год спустя российская сторона сообщила о гибели в Бердянске 24 марта 2022 года 12 членов экипажей трёх десантных кораблей, не уточняя, сколько погибших было из экипажа «Саратова».
1 июля член установленной Россией «военно-гражданской администрации» Запорожской области Владимир Рогов сообщил об операции по подъёму корабля, а также впервые подтвердил факт обстрела корабля 24 марта и заявил, что он был намеренно затоплен из-за начавшегося в результате обстрела пожара.

## Командиры корабля
- первый командир — капитан-лейтенант И. Г. Махонин, впоследствии полный адмирал[7].
- капитан 2-го ранга А. Ф. Гафуров[7].
- капитан 2-го ранга О. В. Починов[7].
- с 2018 года по н. в. четырнадцатый командир, капитан 2-го ранга В. А. Хромченков. Бывший командир СДК «Кировоград» ВМС Украины, в 2014 году перешёл на службу России[15].